# معرض الشرقية للكتاب
معرض الشرقية للكتاب معرض سنوي يُقام في مدينة الظهران في المنطقة الشرقية من المملكة العربية السعودية، وأُقيم المعرض أول مرة في الفترة ما بين 2 و11 مارس 2023 بتنظيم هيئة الأدب والنشر والترجمة. وتُنظم الهيئة المعرض ضمن مبادرة «معارض الكتاب» الّتي أطلقتها ضمن إستراتيجيتها بهدف التّوسّع في تنظيم معارض الكتاب في مختلف مناطق السعودية، وكانت ثمرتها تنظيم ثلاثة معارض عام 2022م، بدأتها بمعرض المدينة المنورة للكتاب في يونيو، ثم معرض الرياض الدولي للكتاب في نهاية سبتمبر، ثم معرض جدة الدولي للكتاب.

## تاريخ المعرض

### الدورة الأولى 2023
أُقيمت الدورة الأولى في الفترة ما بين 2 و11 مارس تحت شعار «معرض - ثقافة - حضارة - فن» في مركز معارض الظهران للمؤتمرات والفعاليات بشراكة ثقافية مع مركز الملك عبد العزيز الثقافي العالمي (إثراء)، وعلى مساحة تمتد إلى قرابة 39 ألف متر مربع، وبمشاركة أكثر من 500 ناشر محلي وعربي ودولي في أكثر من 350 جناحاً.

### عام 2024
لم ينظم معرض الشرقية للكتاب 2024، وأعلنت هيئة الأدب والنشر والترجمة أن السبب هو وجود تحديثات مجدولة لاستراتيجية معارض الكتاب.